# Pseudantechinus macdonnellensis
Pseudantechinus macdonnellensis é uma espécie de marsupial da família Dasyuridae. Endêmica da Austrália.
- Nome Científico: Pseudantechinus macdonnellensis (Spencer, 1896)

- Sinônimo do nome científico da espécie: Parantechinus macdonnellensis;

## Características
A espécie foi descrita primeiramente em 1896 por Sir Walter B Spencer, que a colocou no gênero Phascogale. O nome da espécie, macdonnellensis, refere-se ao território de MacDonnell perto de Alice Springs onde foi encontrado pela primeira vez;
Nota: Pseudantechinus mimulus é espécie distinta;

## Hábitos alimentares
São insetisivoros de hábitos noturnos;

## Caracteristicas de reprodução
Possui ninhadas de até seis filhotes, nascidos em julho a setembro;

## Habitat
É encontrado em regiões áridas da Austrália Ocidental;

## Distribuição Geográfica
Território do Norte, Austrália Meridional, Austrália Ocidental;